# Hamid Haddadj
Hamid Haddadj, né le 20 novembre 1941 à la Casbah d'Alger, était le président de la Fédération algérienne de football (FAF).

## Biographie
- Ingénieur chimiste, diplômé de l'université de Louvain (Belgique).

- PDG de Saidal (1991-1995)
- Secrétaire général l'APN. de (1998-2000)
- de 2001 à 2006 il a été vice-président de la ligue nationale de football
- président de la commission de discipline (septembre 2010-février 2018)[1],[2] .

- il a été aussi conseiller du président de l'APN.

- il est le 22e président de la FAF (janvier 2006-février 2009)[1],[3]
- Références

1. 1 2  « LFP : Hamid Haddadj quitte la Commission de discipline », La Gazette du Fennec, 20 février 2018 (consulté le 21 février 2020)
2. ↑  « El MOUDJAHID.COM : Quotidien national d'information », sur www.elmoudjahid.com (consulté le 21 février 2020)
3. ↑  « Algérie : Haddadj confirme avoir tenté Karim Benzema ! », sur Onze Mondial, 29 janvier 2020 (consulté le 21 février 2020)